# Natalia Oreiro
Natalia Oreiro (castellà: Natalia Marisa Oreiro Iglesias)  (Montevideo, 19 de maig de 1977) és una actriu i cantant uruguaiana, nacionalitzada argentina, descendent de gallecs.
Després de diverses aparicions en anuncis publicitaris durant la seva preadolescència, Oreiro va marxar a l'Argentina el 1994 per continuar amb la seva carrera artística. Entre els seus treballs més destacables hi ha les telenovel·les 90 60 90 Modelos (1996-1997), Ricos y famosos (1997), Muñeca brava (1998-99), Kachorra (2002), Sos mi vida (2006-07) i Solamente vos (2013-14). Degut a l'èxit internacional que va assolir amb elles, va començar a ser considerada «la reina de les telenovel·les», cosa que va provocar l'anomenada Oreiromanía.
Oreiro també fa de dissenyadora de moda, empresària, model i presentadora. És propietària, conjuntament amb la seva germana, de la marca de roba Las Oreiro.